# Terry Carr
Terry Gene Carr (Grants Pass, 19 de febrero de 1937 - 7 de abril de 1987), también conocido como Norman Edwards y Carl Brandon, fue un escritor, editor y connotado fan estadounidense del género de la ciencia ficción.
Fue ganador del premio Hugo al mejor editor profesional por su trabajo en The Best Science Fiction of the Year para las ediciones de 1985 y 1987; mientras que fue nominado en la misma categoría para los años 1973, 1974, 1975, 1977, 1978, 1979, 1981, 1982, 1983, 1984, 1986.

También fue ganador del Premio Hugo al mejor fanzine en 1959 junto a Ron Ellik por Fanac; recibiendo (ambos) dos nuevas nominaciones en 1960 y 1961 por la misma publicación. En 1967 y 1968 en tanto, fue nominado en la misma categoría por Lighthouse.
Por otro lado, en 1973 recibió el Premio Hugo al mejor escritor aficionado; tras dos nominaciones previas en 1971 y 1972.